# Kilometar na sat
Kilometar na sat (oznaka km/h, km h-1) je mjerna jedinica za brzinu. Definira se kao brzina pri kojoj se 1 kilometar prijeđe u vremenu od 1 sata.

## Konverzija u druge jedinice za brzinu
- 1 km/h = 0.27778 m/s (tj. 1 m/s = 3.6 km/h)

## Poveznice
- m/s
- Brzina
- Brzina oslobađanja

## Vanjske poveznice
- Conversion Calculator for Units of SPEED  Arhivirana inačica izvorne stranice od 21. listopada 2004. (Wayback Machine)